# 日本野球規則委員会
日本野球規則委員会（にほんやきゅうきそくいいんかい）とは、日本のプロ・アマ野球のルール制定や改廃を司る部署。プロ野球コミッショナー事務局内に置かれている。
委員会はプロ野球審判員とプロ野球公式記録員との代表者と、アマチュア野球の代表者から構成されており、毎年1月初旬か中旬に定期委員会が開催され、規則の改廃や意見交換などが諮られる。

## 日本野球規則委員会メンバー（2015年現在）
- 麻生紘二（委員長）
- 中本尚
- 後勝
- 木嶋一黄
- 赤井淳二
- 吉川芳登
- 林清一
- 内藤雅之
- 小山克仁
- 桑原和彦
- 横溝直樹（JSBB技術委員）
- 杉山幸雄
- 池原正治
- 新純生（セ・リーグ理事長）
- 飯田則昭（西武）
- 井野修（NPB審判技術委員長）
- 友寄正人（NPB審判長）
- 橘髙淳（NPB審判クルーチーフ）
- 東利夫（NPB審判クルーチーフ）
- 中村稔（NPB審判クルーチーフ）
- 山本勉（NPB記録部）
- 山川誠二（NPB記録部）
- 山田繁（NPB記録部）
- 西原稔泰（NPB記録部）